# 滝沢重信
滝沢 重信（たきざわ しげのぶ、生没年不詳）とは、江戸時代の浮世絵師。

## 来歴
師系・経歴は一切不明。肉筆美人画の作を残しており、享保のころ美人画を中心に描いていた絵師だったのではないかといわれている。ただしかつて浅草寺境内にあった熊谷稲荷社には「歌舞妓図」の絵馬があり、それには「大和繪師瀧澤重信筆　元（缺）三月吉日願主吉村八右衛門」と記されていたという（『浅草寺志』巻三・寺内上）。これにより滝沢重信の作画期は、元禄または元文の頃にまで遡るものとみられる。

## 作品
| 作品名       | 技法     | 形状・員数 | 寸法（縦x横cm） | 所有者                 | 年代            | 落款                   | 印章                                   | 備考 |
| ------------ | -------- | ---------- | --------------- | ---------------------- | --------------- | ---------------------- | -------------------------------------- | ---- |
| 遊女立姿図   | 紙本着色 | 1幅        | 89.6x41.0       | 東京国立博物館         | 正徳 - 享保年間 | 「大和繪師瀧澤重信筆」 | 「瀧澤」朱文円印・「重信」朱文方印     |      |
| 縁台美人図   | 紙本着色 | 1幅        |                 | 出光美術館             |                 | 無款記                 | 「瀧澤」朱文円印・「重信」朱文方郭内印 |      |
| 若衆舞姿図   | 紙本着色 | 1幅        |                 | 浮世絵太田記念美術館   |                 | 「大和繪師瀧澤重信筆」 | 円印・方印あり                         |      |
| 文読む美人図 | 紙本着色 | 1幅        |                 | 福岡市博物館           |                 | 「大和絵師滝沢重信筆」 | 朱文円印・朱文方印あり                 |      |
| 立美人図     | 紙本着色 | 1幅        | 103.5x43        | ギッター・コレクション |                 | 無款記                 | 朱文方印あり                           |      |
| 立美人図     | 紙本着色 | 1幅        | 93x46.5         | ミネアポリス美術館     | 1730年頃        | 「大和繪師瀧澤重信筆」 | 円印・方印あり                         |      |